# HMS Weston (L72)
«Вестон» (англ. HMS Weston (L72)) — військовий корабель, шлюп типу «Шоргам» Королівського військово-морського флоту Великої Британії за часів Другої світової війни.

## Історія створення
Шлюп «Вестон» був закладений 7 вересня 1931 року на верфі  військово-морської бази у Девонпорті. Спущений на воду 23 липня 1932 року, вступив у стрій 23 лютого 1933 року.

## Історія служби
Після вступу у стрій «Вестон» до серпня 1935 року ніс службу у складі Африканської станції, потім — у Червоному морі. У лютому — червні 1939 року пройшов ремонт та переозброєння на Мальті, під час якого 102-мм гармата була замінена універсальною такого ж калібру, а також був встановлений зчетверений 12,7-мм кулемет.
На момент початку Другої світової війни «Вестон» перебував у метрополії, він увійшов до складу ескортних сил Росайта. 31 травня 1940 року потопив німецький підводний човен U-13.
З січня 1941 року перебував у складі Північних ескортних сил, з січня 1942 року — у складі 42-ї ескортної групи. 
У червні — вересні 1942 року пройшов ремонт у Данді, у червні — серпні 1943 року — в Белфасті. Переведений до складу Західно-Африканського командування (Фрітаун). З березня 1944 року — у складі 55-ї ескортної групи. У жовтні — грудні 1944 року пройшов ремонт на Бермудах та повернувся до Великої Британії. Мав вирушити до Фрітауна, але залишився у Великій Британії до кінця війни.
У червні 1945 року корабель був виведений в резерв, у травні 1947 року проданий на злам. 